# Nola anisogona
Nola anisogona är en fjärilsart som beskrevs av Oswald Beltram Lower 1843. Nola anisogona ingår i släktet Nola och familjen trågspinnare. Inga underarter finns listade i Catalogue of Life.